# Кетоконазол
Кетоконазол — синтетичний протигрибковий препарат, що належить до підгрупи імідазолів класу азолів для перорального та місцевого застосування. Кетоконазол уперше синтезований у 1976 році у лабораторії бельгійської компанії «Janssen Pharmaceuticals».

## Фармакологічні властивості
Кетоконазол -синтетичний протигрибковий препарат, що належить до класу азолів широкого спектра дії. Препарат має як фунгіцидну, так і фунгістатичну дію, що залежить від концентрації препарату в крові. Механізм дії кетоконазолу полягає в пошкодженні клітинних мембран грибків, пригніченні процесів клітинного дихання, порушенні синтезу тригліцеридів, порушенні трансформації дріжджових грибків в міцеліальні форми. До препарату чутливі грибки родів Candida spp, Malassezia spp., Torulopsis spp., Cryptococcus spp., Aspergillus spp., Sporothrix schlenckii, Mucor spp., а також диморфні та вищі гриби. Чутливими до кетоконазолу є також лейшманії, частина коків та коринебактерій. Кетоконазол має антиандрогенну дію та може використовуватися у лікуванні деяких форм раку простати та для пригнічення синтезу глюкокортикоїдів при хворобі Кушинга.

### Фармакокінетика
Кетоконазол швидко всмоктується в шлунку, біодоступність підвищується при вищій кислотності в шлунку і середньому становить 75%. Максимальна концентрація в крові досягається протягом 1-4 годин після прийому. Препарат добре розподіляється у більшості тканин та рідин організму. Кетоконазол погано проникає через гематоенцефалічний бар'єр. Препарат проникає через плацентарний бар'єр та виділяється в грудне молоко. Кетоконазол частково метаболізується в печінці. Виводиться з організму препарат переважно з калом (57%), а також із жовчю та з сечею. Період напіввиведення кетоконазолу двофазний, у першій фазі становить у середньому 2 години, у другій фазі — до 8 годин.

## Показання до застосування
Кетоконазол застосовується при лікуванні грибкових інфекцій, що викликаються чутливими до препарату збудниками: дерматофітози, оніхомікози, пароніхія, висівкоподібний лишай, лупа, фолікуліти, хронічний кандидоз ротової порожнини та шкіри; грибкові інфекції травної системи, рецидивуючий вагінальний кандидоз; системні грибкові інфекції — системний кандидоз, бластомікози, гістоплазмоз, хромомікоз, паракокцидіомікози, а також шкірний лейшманіоз.

## Побічна дія
При застосуванні кетоконазолу можливі наступні побічні ефекти:
- Алергічні реакції — рідко висипання на шкірі, свербіж шкіри, кропив'янка, фотодерматоз, набряк Квінке, анафілактичний шок (у рідкісних випадках після застосування першої дози).
- З боку травної системи — нечасто нудота, блювання, біль в животі, діарея. Найважчими побічними ефектами кетоконазолу є гепатотоксичність, що може спостерігатися у 5 % випадків застосування препарату.[4] При застосуванні препарату можуть спостерігатися жовтяниця, некроз печінки, цироз печінки, гостра печінкова недостатність (у тому числі рідко із смертельними наслідками або із потребою у трансплантації печінки)[5], частіше при тривалому пероральному застосуванні (понад 14 днів) препарату.
- З боку нервової системи — нечасто головний біль, запаморочення, тремор, парестезії, підвищення внутрішньочерепного тиску.
- З боку ендокринної та репродуктивної системи — нечасто еректильна дисфункція, гінекомастія, розлади менструального циклу, зниження рівня тестостерону, олігоспермія, азооспермія, адренокортикальна недостатність. Більшість побічних ефектів з боку ендокринної та репродуктивної систем спостерігаються при застосуванні препарату у дозі понад 400 мг на добу.
- Зміни в лабораторних аналізах — нечасто тромбоцитопенія, підвищення рівня білірубіну в крові, підвищення рівня активності амінотрансфераз в крові.
- Інші побічні ефекти — нечасто алопеція, при місцевому застосуванні — печія, свербіж, набряк і гіперемія слизової оболонки; частий сечопуск; біль під час статевого акту.

## Протипокази
Кетоконазол протипоказаний при підвищеній чутливості до імідазолів; гострих та хронічних захворюваннях печінки, дітям із масою менше ніж 15 кг; при одночасному прийманні терфенадину, астемізолу, хінідину, цизаприду, дизопіраміду, бепридилу, препаратів алкалоїдів ріжків, статинів. Під час вагітності застосовується з обережністю. Під час лікування рекомендується припинити годування грудьми.

## Форми випуску
Кетоконазол випускається у вигляді таблеток по 0,2 г; 2% крему по 15 г; шампуню по 25 та 60 мл; 2% мазі у тубах по 20, 30, 40 і 50 г; та вагінальних супозиторіїв по 0,4 г.